# 모르간 슈네데를랭
모르간 슈네데를랭(프랑스어: Morgan Schneiderlin, 1989년 11월 8일 ~ )는 프랑스의 전 축구 선수이다. 현역 시절 포지션은 수비형 미드필더로, 중앙 미드필더로도 뛸 수 있었다.